# Lelapiidae
Lelapiidae is een familie van sponsdieren uit de klasse van de Calcarea (kalksponzen).

## Geslachten
- Grantiopsis Dendy, 1893
- Kebira Row, 1909
- Lelapia Gray, 1867
- Paralelapia Hozawa, 1923
- Sycyssa Haeckel, 1872